# Santa Rosa y Los Rojo
Santa Rosa y Los Rojo is een plaats in het Argentijnse bestuurlijke gebied Monteros in de provincie Tucumán. De plaats telt 8.368 inwoners.